# TuneIn
TuneIn – serwis streamingowy umożliwiający słuchanie radia.

## Charakterystyka
Firmę stworzył w 2002 roku Bill Moore jako RadioTime w Dallas w Teksasie. W 2019 roku TuneIn umożliwiał słuchanie ponad 100 tysięcy stacji radiowych z całego świata zarówno w częstotliwościach AM, FM, HD, LP jak i formacie cyfrowym oraz kanałów radiowych istniejących jedynie w sieci. Program katalogował również ponad cztery miliony podcastów. Użytkownicy mogą słuchać radia z całego świata przez stronę internetową i mobilną aplikację. Rejestracja nie jest konieczna. Po jej dokonaniu można grupować ulubione stacje i mieć do nich dostęp na różnych urządzeniach po ich sparowaniu z TuneIn.

## TuneIn Pro
W 2015 roku uruchomiono płatną wersje serwisu, która oprócz braku banerów reklamowych umożliwia dostęp do treści sportowych z MLB, NFL, NBA, płatnych serwisów informacyjnych MSNBC i Al Jazeery.

## Słuchalność
Według danych z 2019 roku TuneIn miał 75 milionów aktywnych użytkowników.